# Nagari Koto Gadang Guguak
Nagari Koto Gadang Guguak is een bestuurslaag in het regentschap Solok van de provincie West-Sumatra, Indonesië. Nagari Koto Gadang Guguak telt 5771 inwoners (volkstelling 2010).